# Dipterocarpus coriaceus
Dipterocarpus coriaceus — вид тропических деревьев рода Диптерокарпус семейства Диптерокарповые.
Произрастает в смешанных диптерокарповых лесах на территории Малайзии и Индонезии: на полуострове Малакка, островах Калимантан и Суматра. Вид находится под угрозой исчезновения из-за вырубки лесов. В июле 2013 года оставшиеся 400 га лесного заповедника Бикам, его последней естественной среды обитания, были снесены для производства пальмового масла. По данным организации Sahabat Alam Malaysia, около пятидесяти деревьев растут на болоте на территории университетского городка.
Охранный статус вида — CR — виды, находящиеся на грани полного исчезновения.

## Примечание
1. ↑  JASPAL SINGH. 'Keruing paya' now extinct - General - New Straits Times (англ.). archive.wikiwix.com. Дата обращения: 17 мая 2021. Архивировано 17 мая 2021 года.
2. ↑  Eco-Business. More Malaysian forests may be cleared for palm oil (англ.). Eco-Business. Дата обращения: 17 мая 2021. Архивировано 3 марта 2016 года.
3. ↑  P. Ashton. IUCN Red List of Threatened Species: Dipterocarpus coriaceus. IUCN Red List of Threatened Species (1 января 1998). Дата обращения: 17 мая 2021. Архивировано 4 марта 2020 года.